# Port lotniczy Attapu
Port lotniczy Attapu (IATA: AOU, ICAO: VLAP) – port lotniczy położony w Attapu w Laosie.